# Мензула

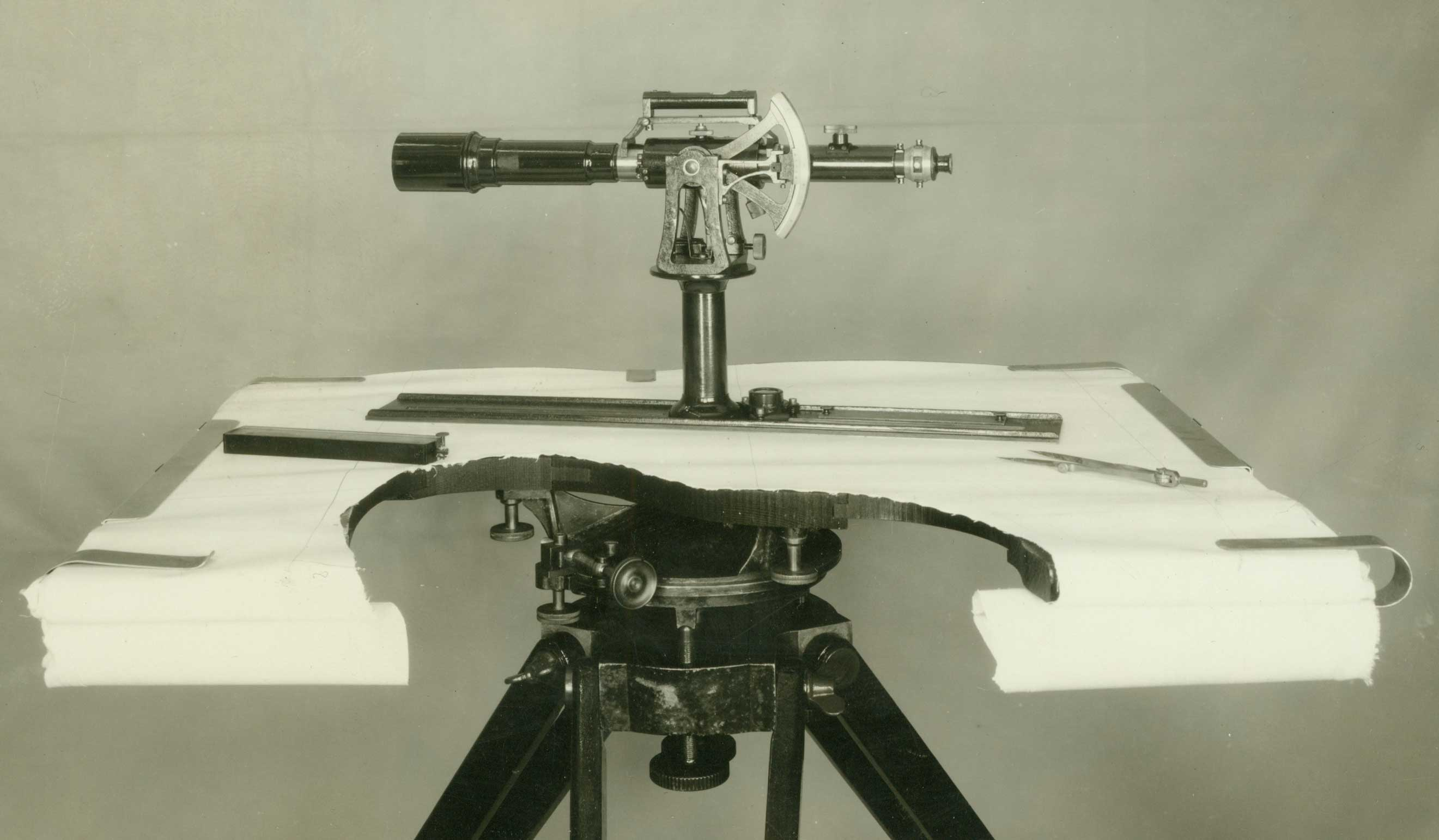

Ме́нзула (лат. mensula «столик» ← mensa «стол») — полевой чертёжный столик, состоящий из планшета, штатива и скрепляющей их подставки. Используется при так называемой мензульной съёмке. Является геодезическим инструментом.
Изобретена баварским математиком и астрономом Иоанном Преторием около 1610 года.
Мензула должна быть приспособлена для троякого передвижения столика:
1. в горизонтальной плоскости, чтобы данную на планшете точку установить над соответствующей точкой местности;
2. около вертикальной оси — для ориентирования, то есть для установки краёв доски по сторонам света;
3. подъёмного — для приведения планшета в горизонтальное положение.

Эти передвижения производятся соответствующими микрометрическими и подъёмными винтами.
Размер столика — квадрат со стороной от 30 до 66 сантиметров.
Мензула даёт возможность получать непосредственно горизонтальные проекции линий местности (засечки). Должны применяться вспомогательные инструменты: алидада или кипрегель, которыми визируют на окружающие предметы и прочерчивают соответствующие направления; ориентир-буссоль, для установки планшета по сторонам света, и отвес с вилкой, служащий для точной установки точки планшета над соответствующей точкой местности.
Мензула до XX века производилась из ценных пород дерева. На неё взбитым белком наклеивался лист ватмана ручного изготовления (например, александрийская бумага) и разравнивался смоченной в воде греческой губкой. После высыхания листа мензула была готова к топографической съёмке.